# Rodovia Ariovaldo de Almeida Viana
La  Rodovia Ariovaldo de Almeida Viana  est une autoroute de l’État de São Paulo au Brésil codifiée SP-061.